# Carl Prisen
Carl Prisen er en årlig musikprisuddeling, der blev stiftet i 2013 af Musikforlæggerne med det formål at hylde og hædre danske sangskrivere og komponister. Prisen er opkaldt efter Danmarks store komponist Carl Nielsen og uddeles både inden for rytmisk og klassisk musik.
Der uddeles i alt 15 Carl Priser inden for følgende kategorier
- Årets klassiske komponist – Stort ensemble
- Årets klassiske komponist – Lille ensemble
- Årets komponist – Score
- Årets komponist – Roots
- Årets komponist – Jazz
- Årets talent (Sponsoreret af Tuborgfondet)
- Årets tekstforfatter
- Årets producer
- Årets komponist – Børnemusik
- Årets komponist – Pop
- Årets komponist – Rock
- Årets interntationale succes
- Årets streaminghit
- Årets airplayhit
- Årets sang og Musikforlæggernes ærespris (Sponsoreret af Tuborgfondet).

## Vindere

### 2022
Carl Prisen blev for tiende gang afholdt den 13. juni 2022 på Axelborg i midten af København. Konferencier var Caroline Henderson.
Årets komponist inden for pop
- Drew Sycamore, Fridolin Nordsø Schjoldan, Frederik Tao Nordsø Schjoldan og Lasse Boman For albummet Sycamore (Sony Music Publishing)

Årets komponist inden for rock
- Rebecca Louise Armstrong (Rebecca Lou). For albummet Heavy Metal Feelings (W.A.S. Entertainment)

Årets komponist inden for jazz
- Asger Baden-Jensen for albummet If the Music Stops, They’ll Eat Him Up (Crunchy Tunes)

Årets komponist inden for roots
- Barbro Kuypers (Barbro) for Ep’en Barbro, samt singlerne “U Think I’m Strange??” og “I’m Fine”

Årets komponist inden for score
- Flemming Nordkrog for sin score til Max Kestners dokumentarfilm Little Galaxies

Årets komponist inden for børnemusik
- Jesper Mechlenburg for musikken til Det kgl. Teaters børneballet Dansefeber

Årets tekstforfatter
- Jens Unmack (Love Shop) For teksterne på Love Shop albummet ’Levende mænd I Døde Forhold

Årets talent
- Helena Heinesen Rebensdorff (Brimheim) (W.A.S. Entertainment)

Årets sang
- “i morgen er der også en dag” – Andreas Odbjerg (Skrevet af Andreas Odbjerg, Daniel Scheffmann, Emil Gemmer Schultz, Ole Bjørn Heiring Sørensen)

Årets internationale succes
- Sylvester Sivertsen (Tigerspring Publishing)

Årets klassiske komponist – Stort ensemble
- Signe Lykke for operaen Nordkraft (Edition Wilhelm Hansen)

Årets klassiske komponist – Lille ensemble
- Bent Sørensen for strygekvartet nr. 5 Doppelgänger (Edition Wilhelm Hansen)

Årets streaminghit
- Ibiza” – Benny Jamz, Gilli, Kesi ft. B.O.C. (Skrevet af Oliver Kesi Chambuso, Nicki Pooyandeh, Kian Rosenberg Larsson, Benjamin Jacob Small Heyn-Johnsen) (MX3 Publishing)

Årets radiohit
- 45 Fahrenheit Girl” – Drew Sycamore (Skrevet af Drew Sycamore, Fridolin Nordsø Schjoldan, Frederik Tao Nordsø Schjoldan, Andreas Odbjerg) (Sony Music Publishing)

Musikforlæggernes ærespris 2022
- Lars Ulrich "for sit omfattende kompositoriske arbejde på sange som ”Enter Sandmand”, ”Nothing Else Matters” og ”Master of Puppets” med Metallica. Men også hans kamp for ophavsretten i retssagen mod Napster i år 2000 spiller en vigtig rolle for os alle. Lars Ulrich videregav den medfølgende check på 30.000 kr. til Danish Songwriting Acadamy."

### 2023
Årets komponist inden for pop
- Tobias Rahim og Arto Eriksen for albummet Når sjælen kaster op (Ditzel Musik)

Årets komponist inden for rock
- PRISMA (Sirid Møl Kristensen, Frida Møl Kristensen) og Birk Storm for singlerne “Honey”, “Bangs” og “Drive” (Edition Wilhelm Hansen & Mr. Radar Music Group)

Årets komponist inden for jazz
- KALEIIDO (Cecilie Strange, Anna Roemer), Mikkel Hess, Anders Christensen og Hannah Schneider for albummet Elements (NMS)

Årets komponist inden for roots
- Dawda Jobarteh for albummet Soaring Wild Lands (Sterns Music Publishing)

Årets komponist inden for score
- Sune Kølster for sin score til den psykologiske gyser Speak No Evil.

Årets komponist inden for børnemusik
- Ida Brinch for EP’en Haletudserne

Årets tekstforfatter
- Peter Sommer og Knud Romer for teksterne på albummet De Uforelskede i København

Årets talent
- Lucky Lo – Lo Ersare (Tambourhinoceros)

Årets sang
- “Hjem fra fabrikken” – Andreas Odbjerg (skrevet af Andreas Odbjerg, Daniel Thorup, Rune Borup, Mads Møller, Thor Nørgaard) (Warner Chappell Music)

Årets internationale succes
- Rissi – Morten Ristorp (Warner Chappell Music)

Årets klassiske komponist – Stort ensemble
- Rune Glerup for violinkoncerten Om lys og lethed (Edition Wilhelm Hansen)

Årets klassiske komponist – Lille ensemble
- Christian Winther Christensen for værket Children’s Songs (Edition S)

Årets streaminghit
- “Stor mand” – Tobias Rahim og Andreas Odbjerg (Fridolin Nordsø, Arto Eriksen, Tobias Rahim, Andreas Odbjerg)

Årets radiohit
- “Hjem fra fabrikken” – Andreas Odbjerg (skrevet af Andreas Odbjerg, Daniel Thorup, Rune Borup, Mads Møller, Thor Nørgaard) (Warner Chappell Music)

Musikforlæggernes ærespris 2023
- Lise Cabble, der videregav den medfølgende check på 30.000 kr. til Pil[3]

### 2024
15 statuetter blev uddelt den 30. april i Pressen i Politikens Hus. Carsten Holm og Camilla Jane Lee var konferenciers.
Årets komponist inden for pop
- Guldimund (Asger Nordtorp Pedersen) for albummet: Jeg venter i lyset[5]

Årets komponist inden for rock
- Zar Paulo (Anton Breinbjerg, Martin Kleberg, Johan Horsmans, Tobias Schou og Emil Vammen) og Anders Bønløkke for albummet: Elendig Software (The Bank Musik Publishing)

Årets komponist inden for jazz
- KALEIIDO (Cecilie Strange, Anna Roemer), Jens Berents Christiansen, Lars Vissing, Rasmus Sitarz og Hannah Schneider for albummet: Places (NMS)

Årets komponist inden for roots
- Aysay (Luna Ersahin, Carl West Hosbond og Aske Døssing Bendixen for albummet: Köy

Årets komponist inden for score
- August Fenger Janson for sin score til Netflix-serien: Ragnarok 3 (The Bank Music Publishing)

Årets komponist inden for børnemusik
- Rune Thorsteinsson for børneudgivelsen: Musiktime med Rune

Årets tekstforfatter
- Guldimund (Asger Nordtorp Pedersen) for teksterne på albummet: Jeg venter i lyset

Årets talent
- Emma Sehested Høgh

Årets sang
- “Det’ kun vigtigt, hvad det er” – Guldimund (skrevet af Asger Nordtorp Pedersen, Søren Buhl Lassen, Anja Backmann, Villads Hoffmann, Mathæus Bech og Arendse Nordtorp Pedersen)

Årets internationale succes
- Aqua (Søren Rasted, Lene Nystrøm, Claus Noreen og René Dif) (Universal Music Publishing)

Årets klassiske komponist – Stort ensemble
- Simon Steen-Andersen for operaen: Don Giovannis Inferno (Edition S)

Årets klassiske komponist – Lille ensemble
- Bent Sørensen for værket: Blade Springer med tekst af Juliane Preisler (Edition Wilhelm Hansen)

Årets streaminghit
- “Moonlight” – D1MA (Skrevet af D1MA og Martin René Falkebo) (Movememusic)

Årets radiohit
- “Oh My God” – Saint Clara (skrevet af Clara Toft Simonsen og Jonathan Elkær (Big Cat Publishing)

Musikforlæggernes ærespris 2023
- Sebastian (Knud Grabow Christiansen) der videregav den medfølgende check på 50.000 kr. til Vilma (Marie Vilsbøll)